# Basketball (Sportgerät)

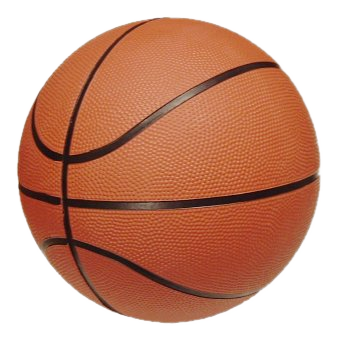
Ein typischer Basketball

Historischer Basketball

Der Basketball ist das Spielgerät der gleichnamigen Mannschaftssportart Basketball.
Nahezu alle Basketbälle bestehen aus einer aufblasbaren Gummiblase, auf welche eine haftende Schicht aus Natur-, Synthetik- oder Kunstleder aufgebracht ist. Die Oberfläche ist durch ein „Gerippe“ überzogen, welches den Basketball in acht Paneele teilt. Eine orange Oberfläche mit schwarzen Linien (dem „Gerippe“) ist das traditionelle und am meisten verbreitete Farbschema.
Basketbälle werden meistens für den Hallengebrauch (üblicherweise mit einer Lederoberfläche), oder auch für den Außengebrauch z. B. Streetball (mit einer Gummioberfläche oder anderen haltbaren Materialien) produziert. Neue Indoorbälle brauchen am Anfang eine Einspielzeit, in welcher sie ein wenig abgenutzt werden, um sie optimal in Wettkämpfen oder im Spiel benutzen zu können. Außerhalb der Halle ist es jedoch nicht ratsam, Indoorbälle zu verwenden, da diese auf Asphalt und härteren Untergrund schnell abgenutzt werden.

## Geschichte
In den ersten beiden Jahren des Basketballs wurde mit Paneel-Bällen gespielt. Diese Paneel-Bälle waren mit aktuellen Volleybällen vergleichbar. Von 1894 bis in die 1940er Jahre wurden geschnürte Basketbälle bei Wettkämpfen und Spielen verwendet. Hierbei war bereits die „typische“ Form der Linien des Basketballs zu erkennen.
Die ersten speziell nur für Basketball hergestellten Bälle bestanden aus zusammengenähten Lederstücken mit einer Gummiblase im Inneren. Später wurde unter das Leder ein Gewebe gelegt. Eine anvulkanisierte Form des Basketballes wurde 1942 erfunden. Viele Jahre lang war Leder das am meisten verbreitete Material bei Basketbällen. Jedoch wurden in den späten 1990ern verstärkt synthetische Ledermischungen eingesetzt, welche schnell aufgrund ihrer Spieleigenschaften in den Ligen Akzeptanz fanden.

## Form und Maße
Professionelle Basketballligen haben üblicherweise strikte Vorgaben für Bälle, welche in offiziellen Wettkämpfen benutzt werden. Geregelt werden dabei das Gewicht, Balldruck, Umfang, Rückprall, Farbe und die benutzten Materialien. Die meisten Ligen benutzen ähnliche Vorgaben, wie zum Beispiel die einheitliche Ballgröße 7 (bei Herren-Bällen) und 6 (bei Damen-Bällen).
Üblicherweise wird heute mit Kunststoffbällen gespielt, in der NBA sind aber nach wie vor Lederbälle vorgeschrieben. Zum Beginn der Saison 2006/07 führte die NBA einen neuen Ball aus Mikrofaser ein, aufgrund von Beschwerden von Spielern und Trainern wurden aber schon ab dem 1. Januar 2007 wieder die vorher genutzten Lederbälle verwendet.

### Herren
| Verband                                         | Umfang (mm) | Gewicht (g) | Rückprallhöhe/Fallhöhe (mm) | Oberflächenmaterial                 | Farbe            | Hersteller                             |
| ----------------------------------------------- | ----------- | ----------- | --------------------------- | ----------------------------------- | ---------------- | -------------------------------------- |
| Fédération Internationale de Basketball (FIBA)  | 749-780     | 567-650     | 1300 / 1800                 | Natur- / Synthetik- oder Kunstleder | keine vorgegeben | von der FIBA zugelassene Hersteller 1) |
| National Basketball Association (NBA)           | 749         | 567         | 1300 / 1800                 | Naturledergemisch                   | Braun            | Wilson                                 |
| National Collegiate Athletic Association (NCAA) | 749-762     | 567-624     | 1295–1422 / 1800            | Natur- / Synthetik- oder Kunstleder | keine vorgegeben | keine vorgegeben 2)                    |

### Damen
| Verband                                         | Umfang (mm) | Gewicht (g) | Rückprallhöhe/Fallhöhe (mm) | Oberflächenmaterial                 | Farbe            | Hersteller                             |
| ----------------------------------------------- | ----------- | ----------- | --------------------------- | ----------------------------------- | ---------------- | -------------------------------------- |
| Fédération Internationale de Basketball (FIBA)  | 725-737     | 510-567     | 1300 / 1800                 | Natur- / Synthetik- oder Kunstleder | keine vorgegeben | von der FIBA zugelassene Hersteller 1) |
| Women’s National Basketball Association (WNBA)  | 724-736     | 512-568     | 1300 / 1800                 | Naturledergemisch                   | Orange/Weiß      | Wilson                                 |
| National Collegiate Athletic Association (NCAA) | 725-737     | 510-567     | 1295–1422 / 1800            | Natur- / Synthetik- oder Kunstleder | keine vorgegeben | keine vorgegeben 2)                    |

### Größen
Verschiedene Größen des Balls werden für Frauen, Männer und unterschiedliche Altersgruppen genutzt. Die geläufigen Größen sind in der folgenden Tabelle aufgeführt.

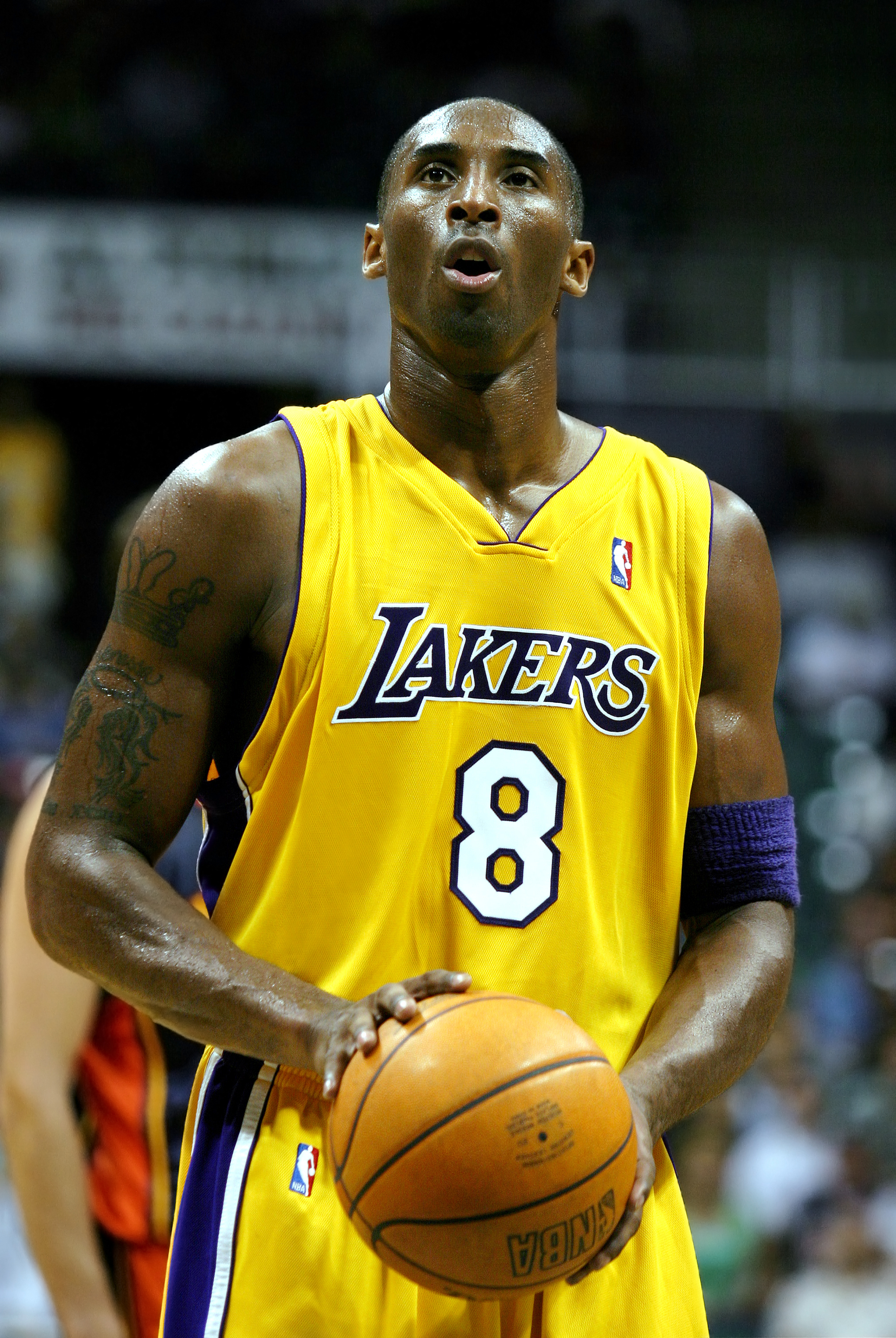
Kobe Bryant mit dem offiziellen Spalding-NBA-Spielball

| Bezeichnung | Umfang (cm) | Durchmesser (cm) | Gewicht (g) | Verwendung |
| ----------- | ----------- | ---------------- | ----------- | --- |
| Größe 1     | 41–44 cm    | 13–14 cm         | ≈ 300 g     | Kleinkinder, Spaß und Spiel                                                                                    |
| Größe 3     | 56–57 cm    | ≈ 18 cm          | ≈ 300 g     | Kinder bis 8 Jahre                                                                                             |
| Größe 4     | 66 cm       | ≈ 21 cm          | ≈ 300 g     | Offizielle Größe für U8 Kinder in Deutschland                                                                  |
| Größe 5     | 69–71 cm    | ≈ 22 cm          | ≈ 500 g     | Offizielle Größe für U10 und U12 Kinder in Deutschland                                                         |
| Größe 6     | 72–74 cm    | ≈ 23 cm          | ≈ 540 g     | Offizielle Größe im Damenbasketball. Ebenfalls die offizielle Größe für U14 Kinder in Deutschland.             |
| Größe 7     | 75–76 cm    | ≈ 24 cm          | 560–650 g   | Offizielle Größe im Herrenbasketball. Ebenfalls die offizielle Größe für U16 Jungs (und älter) in Deutschland. |

## Bekannte Hersteller

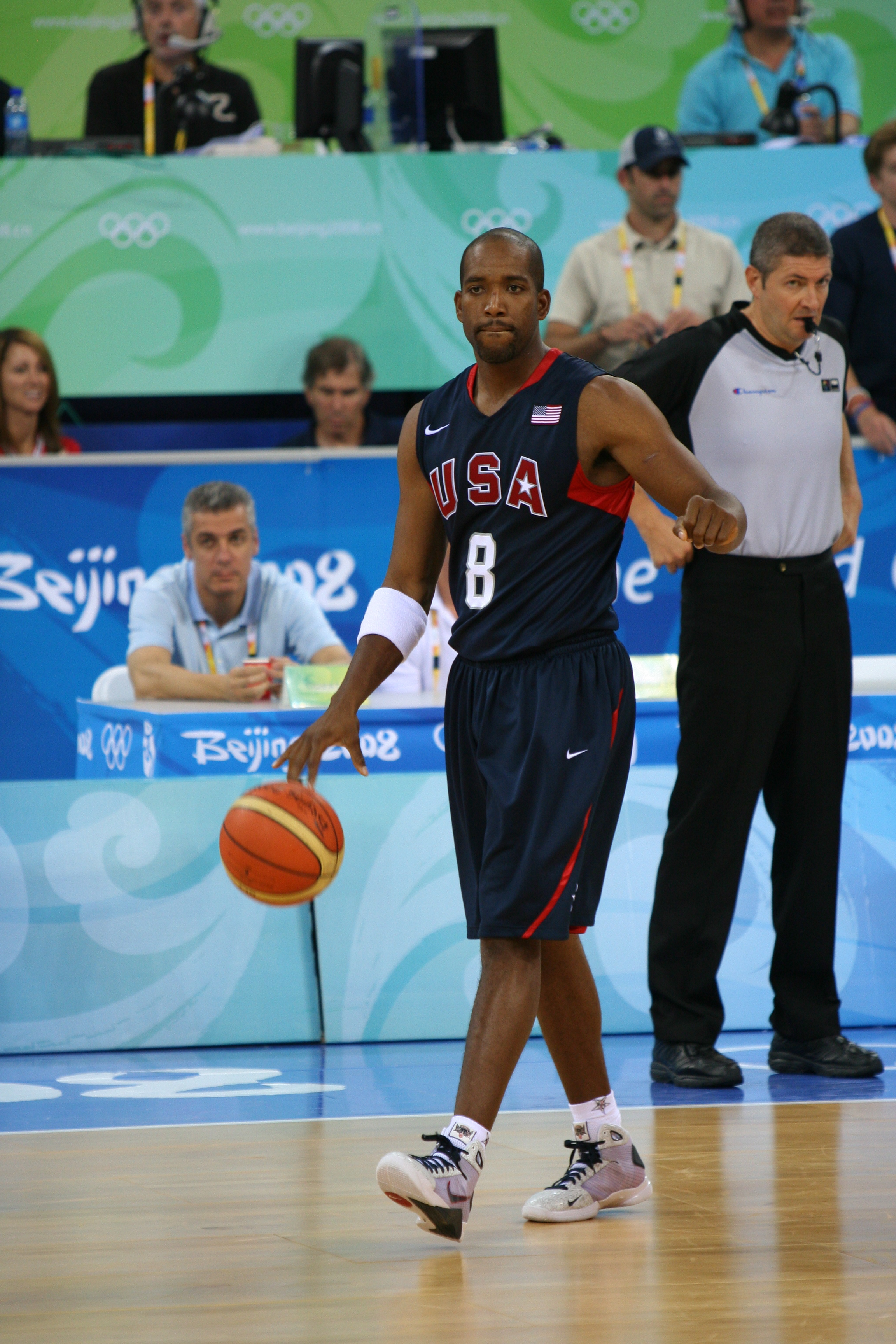
Michael Redd bei den Olympischen Spielen 2008 mit einem Molten GL7

### Spalding
Spalding war der erste Hersteller, der einen Ball nur für Basketball herstellte. Der Gründer ließ den ersten Ball im Auftrag von James Naismith herstellen, seitdem produziert Spalding Basketbälle. Der bekannteste Ball aus ihrer Produktpalette war der ehemalige offizielle Spielball der NBA, welchen Spalding bereits seit 1984 herstellt.
Im Juni 2006 verkündete Spalding, dass man einen neuen Spielball für den Beginn der Saison 2006/07 einführen wolle. Dieser Ball bestand aus einem Mikrofasergemisch mit Feuchtigkeitsregelung, welches ein besseres Ballhandling und Spielgefühl bieten sollte. Jedoch gab es von den Spielern schon früh Beschwerden, dass der Ball rutschig und schwer zu halten sei, und dass er durch die höhere Reibkraft Schnitte an den Händen der Spieler verursache. Schließlich verkündete Commissioner der National Basketball Association David Stern im Dezember 2006, dass der alte Ball ab dem Jahr 2007 wieder eingeführt werden würde.
Spalding stellt auch die offiziellen Spielbälle der Basketball-Bundesliga, der österreichischen Basketball-Bundesliga und der österreichischen 2. Basketball-Bundesliga her.

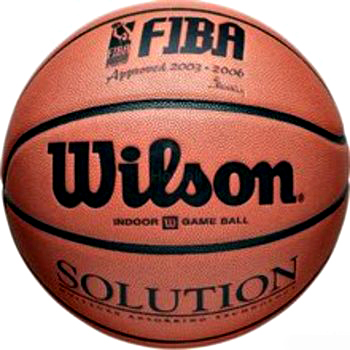
Wilson Solution Basketball

Spalding-Bälle sind seit der Saison 2012/13 die offiziellen Spielbälle der EuroLeague, des ULEB Eurocup und der spanischen Basketballliga ACB.

### Wilson
Wilsons bekanntestes Modell ist die SOLUTION-Serie. Dieser Ball ist der offizielle Ball der NCAA und wird von vielen ihrer Mannschaften, als auch von High-School-Mannschaften benutzt.
Seit der Saison 2011/12 ist Wilson der offizielle Ausstatter der 2. Basketball-Bundesliga.
Die National Basketball Association (NBA) und Wilson Sporting Goods Co. gaben am 13. Mai 2020 eine mehrjährige globale Partnerschaft bekannt, die Wilson zum offiziellen Spielball der NBA, Women’s National Basketball Association (WNBA), NBA G League, NBA 2K League und Basketball Africa League (BAL) macht.

### Molten
Molten, ein japanischer Sportartikelhersteller, ist vor allem durch internationale Turniere bekannt. Das Modell GL6/GL7 ist der Spielball der Basketball-Weltmeisterschaft, der Basketball-Europameisterschaft, der Basketball-Asienmeisterschaft, der Basketball-Amerikameisterschaft, der Basketball-Ozeanienmeisterschaft, der Olympischen Sommerspiele und Spielball aller von FIBA Asien, FIBA Europa und FIBA Ozeanien ausgetragenen nationalen Wettbewerbe.

### Weitere Hersteller
Neben den oben genannten Herstellern gibt es eine ganze Reihe weiterer Sportartikelunternehmen, die Basketbälle in unterschiedlichen Größen, Qualitätsstufen und Preisklassen herstellen. Darunter Nike, Adidas, Reebok, Under Armour, Champion und Rawlings.